# Lucius Flavius Arrianus

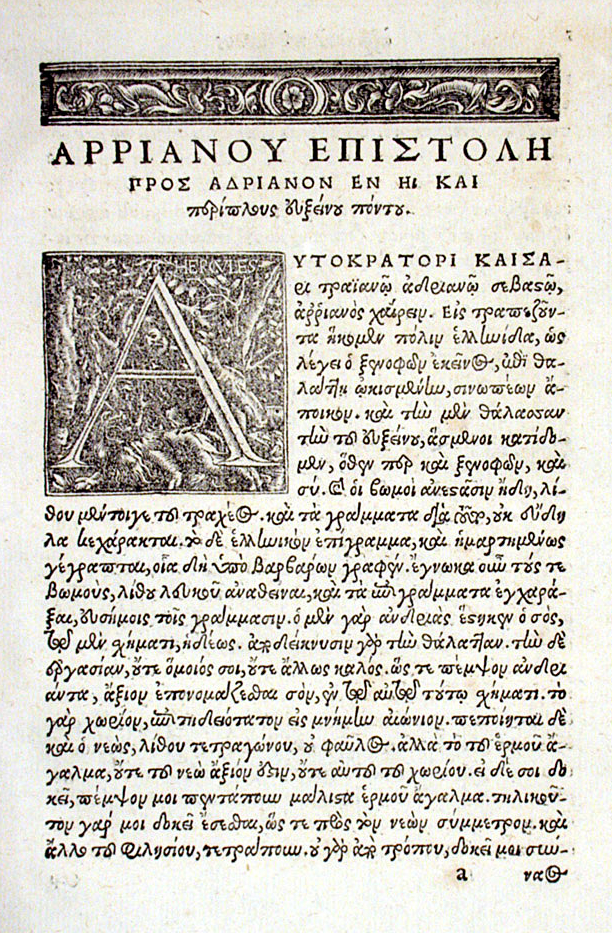
Begin van de Periplus van Arrianus in de editio princeps door Johann Froben en Nicolaus Episcopius, Bazel (1533)

Lucius Flavius Arrianus of Arrianos (Oudgrieks: Ἀρριανός) (Nicomedia, 89 - ?, na 145/146) was een Griekstalig schrijver in het Romeinse rijk. Hij schreef voornamelijk filosofische en geschiedkundige werken.

## Leven

Alexandri anabasis, 1575

Tegen het einde van het eerste decennium van de 2e eeuw na Christus begon Arrianus zijn literaire carrière toen hij naar Nicopolis in de landstreek Epirus in Noordwest-Griekenland reisde en studeerde bij de stoïcijnse filosoof Epictetus. 
Tijdens zijn verblijf bij Epictetus schreef Arrianus de gesprekken van zijn leermeester op, in navolging van Xenophon, die in de vierde eeuw v.Chr. de gesprekken van Socrates neerschreef in zijn Apomnèmoneumata: aldus wordt meteen duidelijk dat Arrianus ver in de tijd teruggreep om zijn literair model te zoeken. Deze 'romantische' drang naar het roemrijke (Atheense) verleden is typisch voor de tweede sofistiek, een literaire beweging waartoe ook Arrianus gerekend kan worden. Vier van de acht boeken Diatribai die Arrianus schreef, zijn overgeleverd en bezorgden hem de bijnaam ‘Xenophon’. Niet alleen de filosofie was een interesse van Arrianus maar ook de jacht en de geschiedschrijving. Als voorbeeld kunnen zijn werken Kynegetikos (een werk over het fokken van jachthonden) en Anabasis Alexandrou (een geschiedenis van de veldtochten van Alexander de Grote) dienen. Ook Xenophon schreef een Kynegetikos en een Anabasis (deze laatste over zijn eigen tocht met een Grieks huurlingenleger in het Perzische Rijk).

### Politieke carrière
Het begin van Arrianus’ politieke carrière is niet duidelijk te reconstrueren. Lange tijd dacht men namelijk dat de voornaam van Arrianus ‘Titus’ was, wat impliceerde dat Arrianus’ vader het burgerrecht had gekregen van een van de Flavische keizers (69-96 n.Chr.) of van Titus Flavius Sabinus, de vader van keizer Vespasianus (69-79 n.Chr.). Aangezien nu bekend is dat de voornaam van Arrianus ‘Lucius’ was, kan het burgerrecht van zijn familie teruggaan tot ver vóór de tweede helft van de eerste eeuw. Vanwege de naam ‘Titus’ ging men er lange tijd van uit dat Arrianus zijn carrière was begonnen als ridder en in de loop daarvan tot de senatorenstand was verheven. Maar rekening houdend met de voornaam ‘Lucius’ en het feit dat zijn familie al lang het burgerschap bezat, is het mogelijk dat Arrianus zijn carrière uit vrije wil als ridder begon, misschien zelfs uit noodzaak, omdat het de gewoonte was de aandacht te trekken van een prominente senator, die jou kon steunen en aanbevelen in je carrière. Hoe dan ook, aanvankelijk volgde Arrianus de loopbaan van de ridderstand, en later volgde hij de senatorenloopbaan.
Dat de jonge Arrianus een beschermeling was van een van de meest prominente senatoren onder Traianus (98-117 na Chr.), namelijk Caius Avidius Nigrinus, is vrijwel zeker. Arrianus zat in de adviesraad van Nigrinus toen deze een grensgeschil moest beslechten in Delphi. Toen Hadrianus keizer werd (117-138), bracht Arrianus het in de cursus honorum tot consul suffectus in 129 of 130. In 137 verliet Arrianus het Romeinse politieke leven en trok hij naar Athene, een groot cultureel centrum. Hij werd er verkozen tot archont in 145/6, wat blijk gaf van groot respect van de kant van de Atheners, aangezien Arrianus zelf geen Athener was. Deze verkiezing is de laatste zekere melding die we van Arrianus hebben.

## Literair werk
- Een samenvatting van Epictetus' ethiek gaf hij in zijn "Encheiridion" (= handleiding).
- Arrianus schreef ook een ᾿Ανάβασις ᾿Αλεξάνδρου (Anabasis Alexandrou: Tocht van Alexander), de beste (overgeleverde) antieke bron over Alexander de Grote, omdat hij kon beschikken over het ooggetuigenverslag van Ptolemaeus I.
- Zijn ander historisch werk (onder meer over de diadochen) ging verloren.
- Verder schreef hij aardrijkskundig waardevolle werken over de Zwarte Zee en India, een handboekje over krijgstactiek, en
- een werk over jagen met windhonden, de Kynegetikos.

## Teksttransmissie
In zijn eigen tijd werd Arrianus vooral geprezen om zijn filosofische werken: hij schreef acht boeken Diatribai en een handboek Encheiridion, waarin hij de leer van Epictetus samenvatte. Hij schreef ook een werk over meteorologie, die in zijn tijd ook een onderdeel van de filosofie was.
Dezer dagen is Arrianus vooral bekend als historiograaf. Deze geschiedkundige werken omvatten onder andere de (verloren) werken de Bithynika (over de geschiedenis van Bithynië, in acht boeken) en Parthika (zeventien boeken), die over de veldtochten van Traianus handelen. Zijn bekendste (en volledig overgeleverde) werk handelt over de geschiedenis van Alexander de Grote, de Anabasis Alexandrou Daar hoort de Indike bij, een verhandeling over de Indische geschiedenis.
De Kynegetikos, over het jacht met lange honden/windhonden, en de Periplous Euxeinou Pontou, een werk over een verkenningstocht langs de kust van de Zwarte Zee, zijn overgeleverd in slechts één handschrift: de codex Palatinus Heidelbergensis Graecus 398, die dateert uit de negende eeuw en ook wel ‘P’ wordt genoemd. Het eerste deel ervan bevat tien werken, waaronder de Periplous.
In 1904 toonde A.G. Roos aan dat de overlevering van alle bestaande manuscripten van de Anabasis Alexandrou en de Indike steunde op één codex uit Wenen: de Vindobonensis Graecus 4, die te dateren is rond 1200. Dit manuscript werd echter in de vijftiende eeuw beschadigd door vochtigheid; de buitenste pagina’s, die een stuk van het begin van de Anabasis Alexandrou bevatten en een deel van het einde van de Indike, gingen verloren. Een latere schrijver deed een poging de tekst te restaureren, maar ging daar heel nonchalant bij te werk. Hij scheurde onder andere twintig pagina’s uit de codex en verving ze door zijn eigen, foute, transcriptie. Het eerste ons bekende manuscript van Arrianus dat naar West-Europa was gebracht, was in het bezit van Giovanni Aurispa in 1421. Het werk werd vier keer in het Latijn vertaald, vóór de editio princeps uit 1535, wat wijst op de populariteit van dit werk.
De editio princeps werd gedrukt in Venetië en uitgegeven door V. Trincavelli. De belangrijkste volgende edities waren die van Bonaventura Vulcanius (Genève 1575), Nicolaus Blancardus (Amsterdam 1668) en Jacobus Gronovius (Leiden 1704). Gronovius had een manuscript opgegraven (Laurentianus Graecus Plut. IX 32), dat eigenlijk een afschrift was van de ‘verbeterde’ Vindobonensis. Hij gebruikte dit opgegraven manuscript om de bestaande tekst te verbeteren en opnieuw uit te geven. Er volgden nog uitgaven van Carolus Guilelmus Krüger (Berlijn 1835-1848), C. Sintenis (Weidmann 1867) en K. Abicht (Teubner 1871-1875), maar de kritische uitgave van A.G. Roos (bewerkt door G. Wirth en uitgegeven bij Teuber 1967-1968) wordt algemeen als de beste uitgave beschouwd.